# Departamento San Martín (Santiago del Estero)
Das Departamento San Martín liegt im Zentrum der Provinz Santiago del Estero im Nordwesten Argentiniens und ist eine von 27 Verwaltungseinheiten der Provinz. 
Es grenzt im Norden an das Departamento Robles, im Osten an das Departamento Avellaneda, im Südosten an das Departamento Sarmiento, im Süden an das Departamento Atamisqui und im Westen an die Departamentos Loreto und Silípica. 
Die Hauptstadt des Departamento San Martín ist Brea Pozo.

## Städte und Gemeinden
Das Departamento San Martín ist in folgenden Gemeinden aufgeteilt:
- Brea Pozo
- Estación Robles
- Estación Taboada